# 龍舌蘭酒效應
龍舌蘭酒效應，又稱特基拉酒效應（Tequila Effect）原意指1994年墨西哥所爆發的金融危機。

## 簡介
1990年代開始，金融市場邁向全球化趨勢之下，當某一地區或國家產生嚴重金融震盪甚至是危機時，會對臨近地區而至於全球造成影響，媒體為增加報導吸引力，於是會從此地區或國家取一代表物名並直接冠於其上。
而當1994年墨西哥爆發嚴重的金融危機時，媒體便用當地著名的代表物－龍舌蘭酒中最著名的特基拉酒（Tequila）－冠上名號，從此金融學家與媒體便普遍的將此次金融危機稱作「特基拉酒效應」（Tequila Effect），中文中又稱作「龍舌蘭酒效應」。

### 原因
造成此次墨西哥金融危機的原因：
1. 濫用短期外資彌補常列項目的赤字
2. 國內實施金融自由化的過程中沒有對金融部門加強監控
3. 政局發生動蕩[1]，使外資失去信心

## 延伸
此后，一般金融界將「龍舌蘭酒效應」指為金融債券不穩甚至大量倒債造成開發中國家整體市場的大波動。

## 註解
1. ↑  總統卡洛斯·薩利納斯因涉嫌詐騙與貪污離職